# Osiedle Wojska Polskiego (Iława)

Położenie na mapie Iławy.

Osiedle Wojska Polskiego – osiedle położone w południowej części Iławy. Na terenie osiedla znajduje się m.in. dworzec Iława Główna, dworzec PKS, zajezdnia ZKM i PKS, urząd pocztowy Iława 2 (kod 14-210) oraz dwie wieże ciśnień.

## Ulice osiedla Wojska Polskiego
Osiedle obejmuje ulice:
- Broniewskiego
- Dworcowa
- Ogrodowa
- Wojska Polskiego (część)
- Wyszyńskiego (część)
- Żeromskiego

## Komunikacja
Przez teren osiedla przebiegają trasy 6 linii komunikacyjnych. Są to linie numer:
- 1 - (Długa-Cmentarz)
- 2 - (Długa-Ogrody)
- 3 - (Długa-Nowa Wieś)
- 4 - (Dworzec Główny-Aleja Jana Pawła II)
- 5 - (Długa-Sienkiewicza)
- 8 - (Długa-Radomek)

Linie biegną ulicami: Wojska Polskiego, Dworcową, Żeromskiego i Broniewskiego. Przy ul. Dworcowej znajduje się pętla "Dworzec Główny" dla linii numer 1, 2, 3, 4, 5 i 8.

## Zobacz też

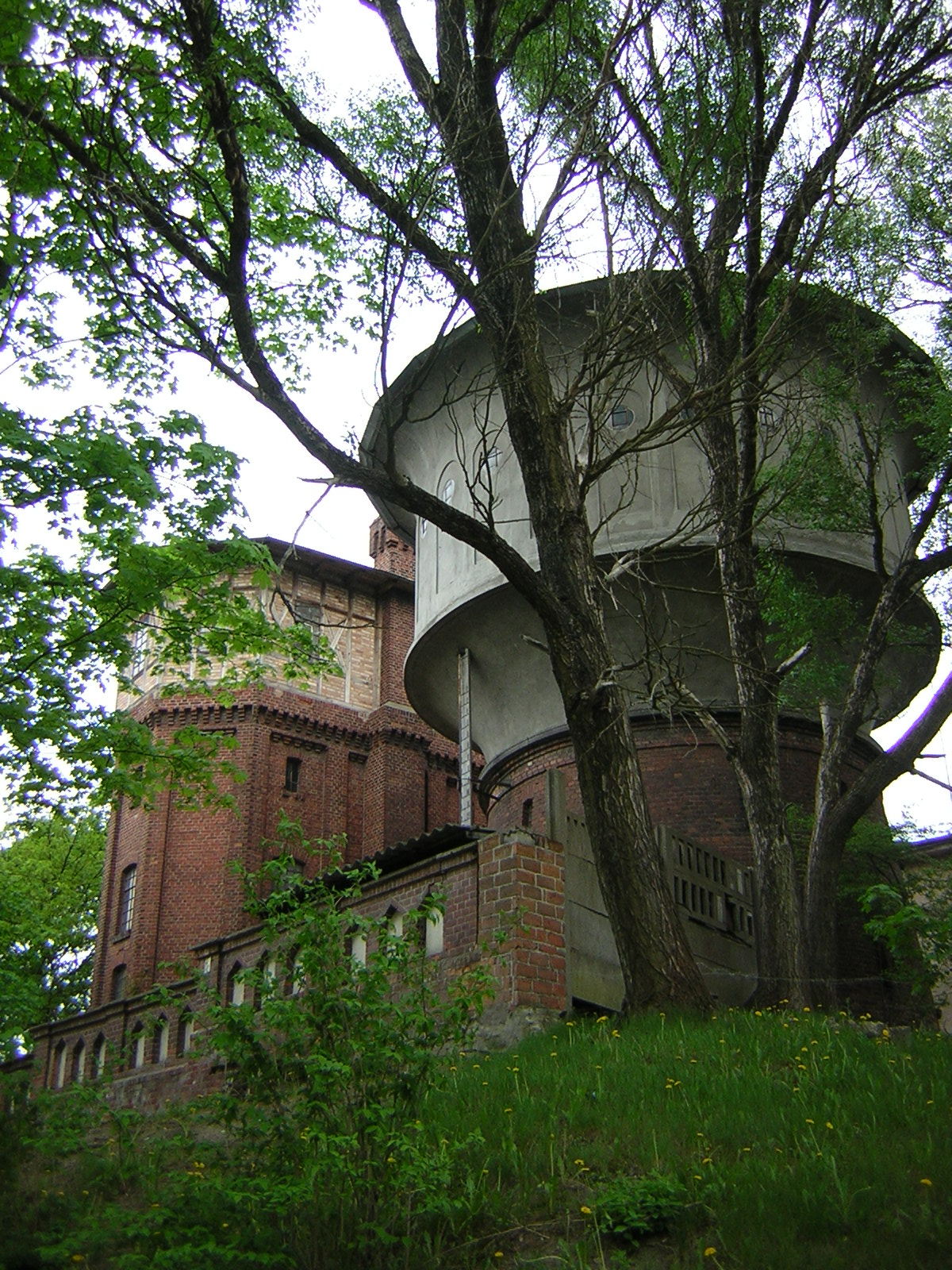
Dwie wieże ciśnień
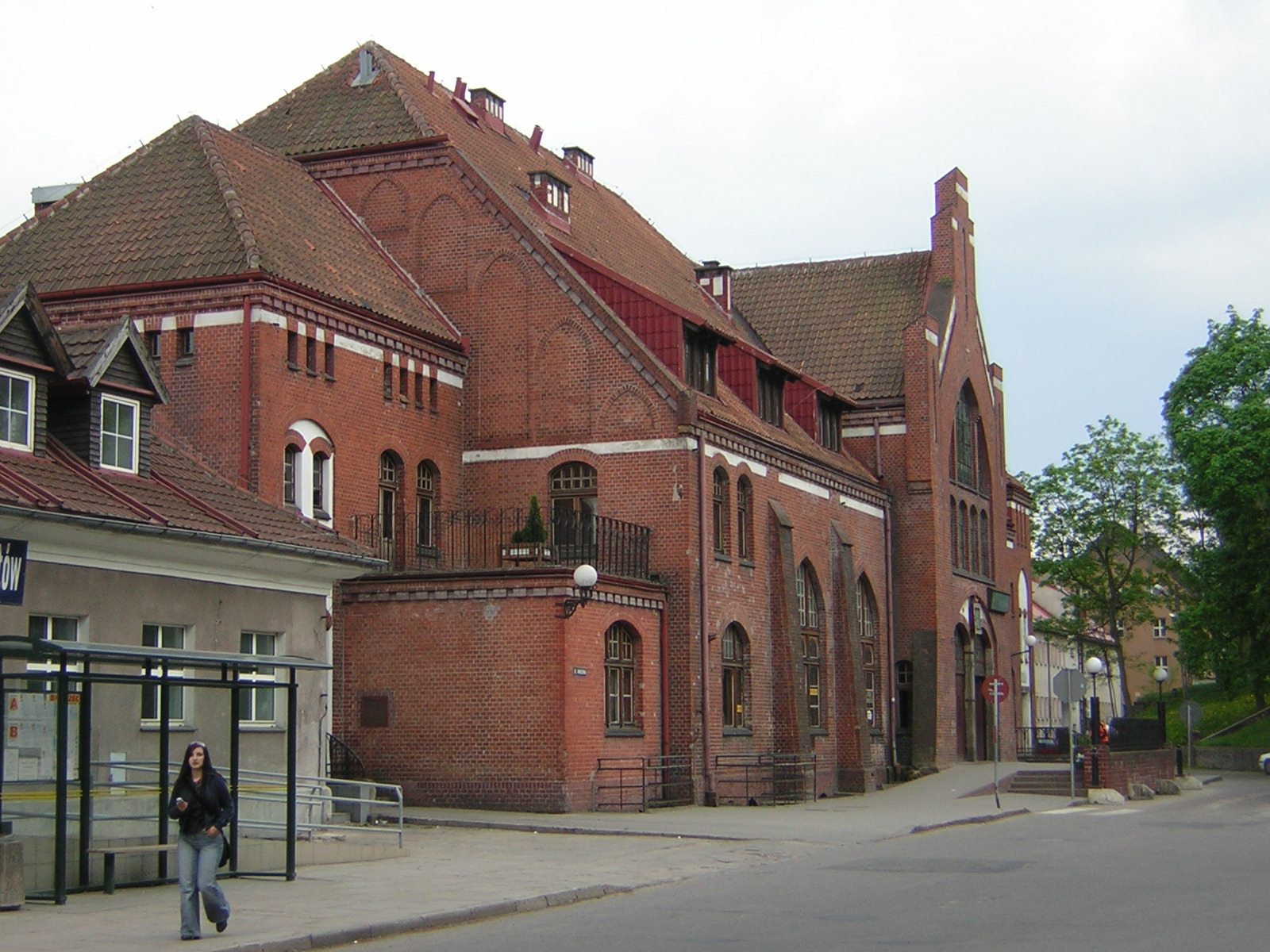
Neogotycki dworzec Iława Główna.
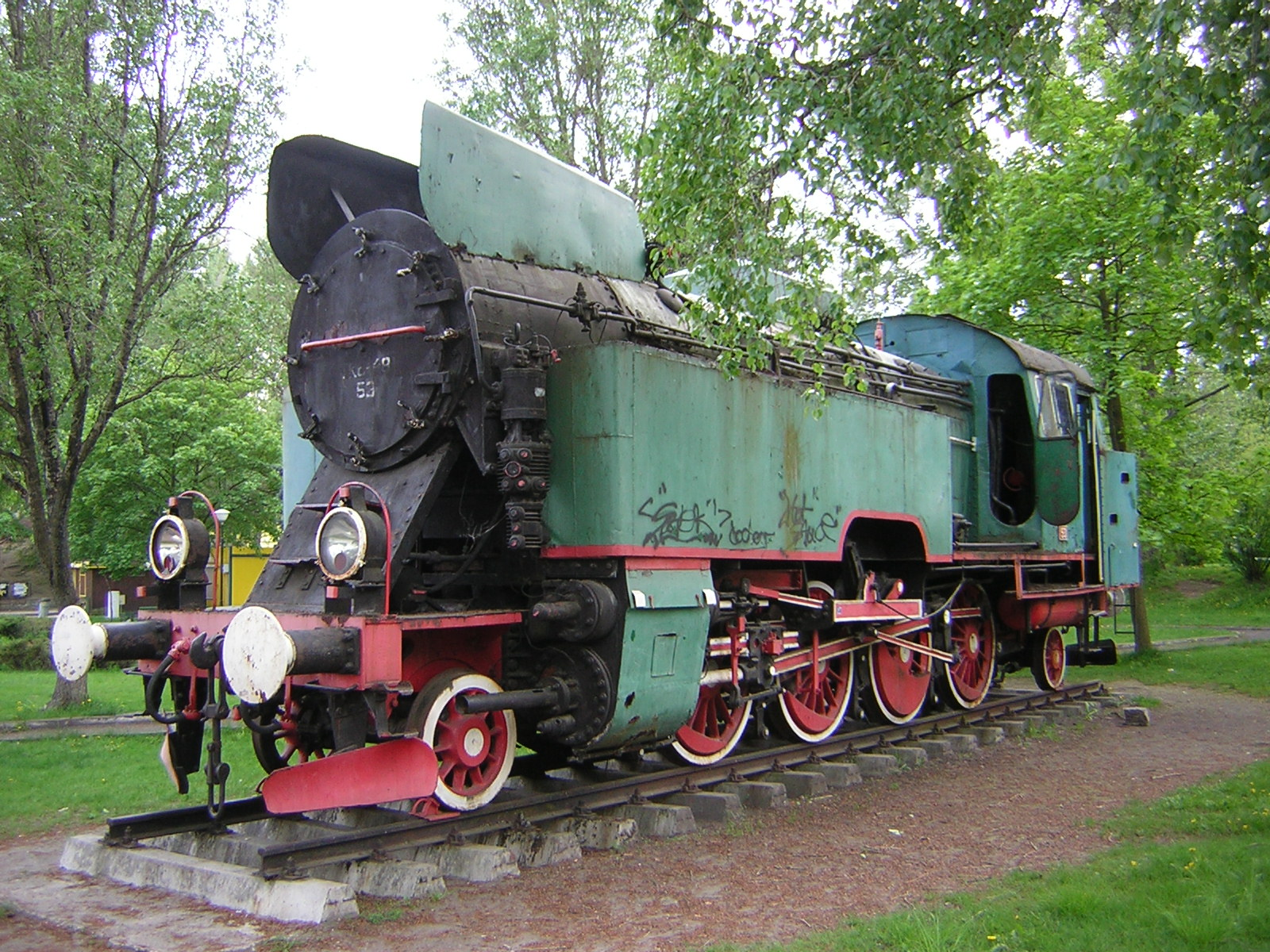
Parowóz TKt48-53 przed budynkiem dworca głównego.